# Llengües coos
Les llengües coos són una família lingüística formada per dues llengües parlades a la costa sud d'Oregon, Estats Units, per l'ètnia coos. Avui dia ambdues llengües estan extingides.

## Distribució i història
El hanis es parlava al nord del miluk, a la zona del riu Coos i de la badia Coos. El nom hanis es deriva de há•nis, que és el nom que ells mateixos es donaven. L'última parlant coneguda del hanis va ser Martha Jonson, que va morir l'any 1972.
El miluk es parlava a la zona del baix riu Coquille i en la badia de Coos. La paraula miluk deriva de míluk, el nom que ells mateixos es donaven, i que té relació amb el nom d'un poblat. L'última parlant coneguda va ser Annie Miner Peterson, que coneixia tant el miluk com el hanis, i que va deixar gravades en fonògraf cançons i mites. Va morir en 1939.
L'origen del nom Coos és incert. Una idea és que es deriva de l'arrel hanis gus- que significa 'sud' com en gusimídži•č 'cap al sud'. Una altra idea és que deriva de la paraula atapascana ku•s, que significa 'badia'.

## Classificació
Gatschet afirmava que el hanis i el coos parlats en diferents varietats al llarg del riu Coos i la badia de Coos, resultaven similars. Frachtenberg discrepa d'aquesta interpretació, afirmant que el dialecte miluk exhibeix solament algunes de les característiques generals del hanis, posteriorment Frachtenberg va oferir una llista de 104 noms i els numerals d'1 a 10, el 20, el 100 a més de 23 formes pronominals compilades per Dorsey al febrer de 1885. D els 104 noms, 20 són fonèmicament idèntics en les dues llengües i 13 mostren alguna similitud, per la qual cosa el percentatge de cognats és baix.

### Classificació interna
Existeixen dues varietats diferents de llengües coos:
1. hanis (l'última parlant coneguda de la llengua va ser Martha Johnson morta en 1972).
2. miluk (també coneguda com a Baix Coquille, Laura Hodgkiss Metcalf morta en 1961 va ser l'última parlant de la llengua).
Existeixen discrepàncies sobre la proximitat, Leo Frachtenberg que va treballar amb parlants de les dues comunitats cap a 1910 afirma que són dues llengua molt diferents, sobre la base d'una llista de més d'un centenar de paraules. Melville Jacobs (1939) diu que aquestes llengües són tan properes entre si com també ho són el neerlandès i l'alemany, encara que aquesta afirmació es basa en el judici d'un únic parlant que parlava ambdues llengües (per aquesta època el miluk ja no era una llengua usada oralment).

### Relacions genètiques
En 1916 Edward Sapir va suggerir que les llengües Coos eren part d'un superior agrupament genètic Penutià d'Oregon. Actualment s'investiga si aquesta teoria és encertada.

### Hanis
- Leo J. Frachtenberg (1913). Coos texts. California University contributions to anthropology (Vol. 1). Nova York: Columbia University Press. (Reprinted 1969 New York: AMS Press).
- Leo J. Frachtenberg (1922). Coos: An illustrative sketch. In Handbook of American Indian languages (Vol. 2, pp. 297-299, 305). Bulletin, 40, pt. 2. Washington:Government Print Office (Smithsonian Institution, Bureau of American Ethnology).
- Grant, Anthony. (1996). John Milhau's 1856 Hanis vocabularies: Coos dialectology and philology. In V. Golla (Ed.), Proceedings of the Hokan-Penutian workshop: University of Oregon, Eugene, July 1994 and University of New Mexico, Albuquerque, July 1995. Survey of California and other Indian languages (No. 9). Berkeley, CA: Survey of California and Other Languages.

### Miluk
- Dorsey, James Owen. (1885). On the comparative phonology of four Siouan languages. In Annual reports of the Board of Regents for the year 1883, Smithsonian Institution (No. 3, pp. 919-929). Washington, D. C.: U.S. Government Printing Office (Bureau of American Ethnology).
- Jacobs, Melville. (1939). Coos narrative and ethnologic texts. University of Washington publications in anthropology (Vol. 8, No. 1). Seattle, WA: University of Washington.
- Jacobs, Melville. (1940). Coos myth texts. University of Washington publications in anthropology (Vol. 8, No. 2). Seattle, WA: University of Washington.